# ニース風サラダ
ニース風サラダ（フランス語: salade niçoise）は、フランス・ニースの名物料理、郷土料理であるサラダ料理。サラダ・ニソワーズとも呼ばれる。ニース風サラダをパンに挟んだサンドイッチはパン・バニャと呼ばれる。

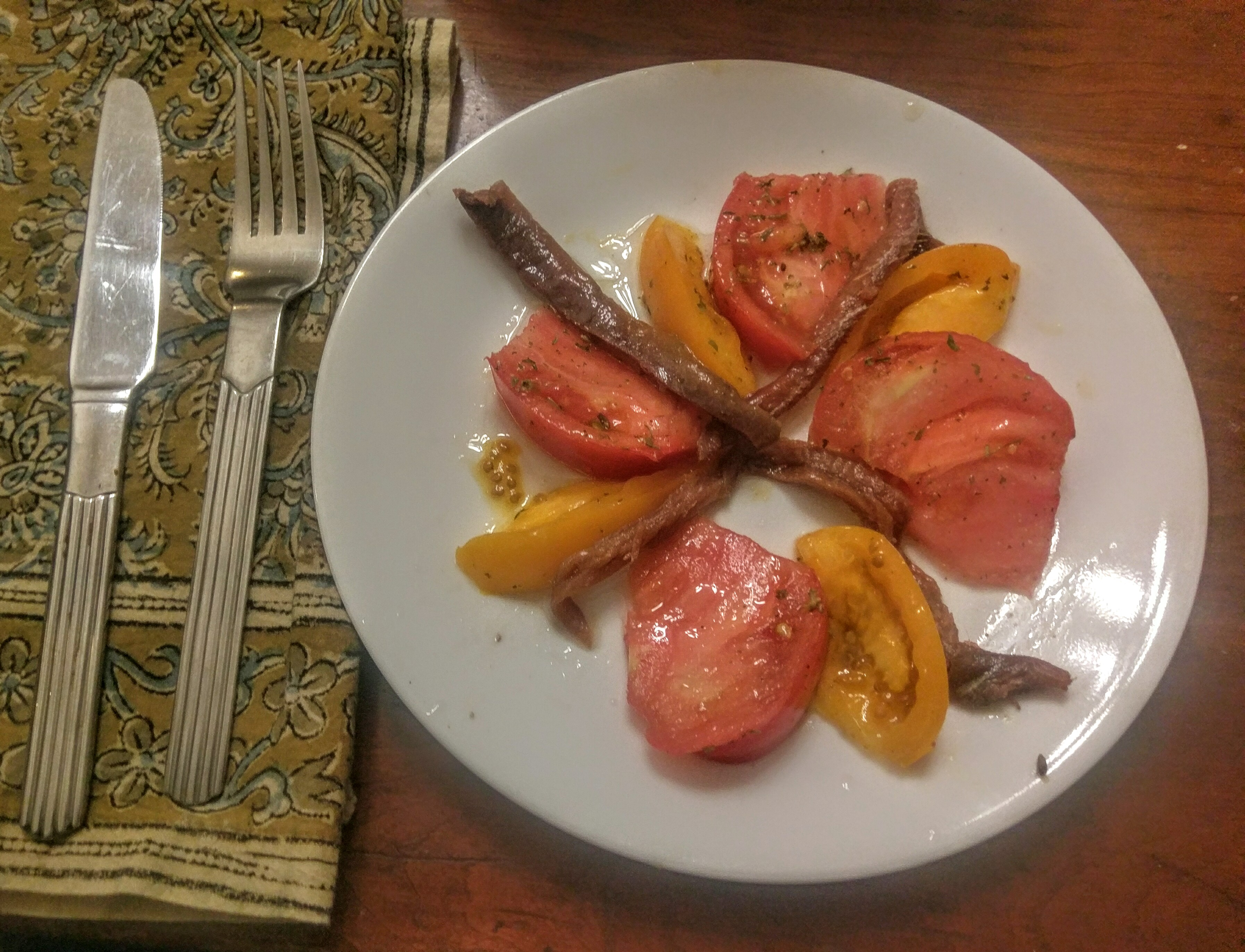
シンプルなニース風サタダ

リビエラにニース風サラダ保存会「ラ・カペリーナ・ドル（仏: Cercle de la Capelina d'Or）」がある。保存会によると、本来のニース風サラダはトマト、アンチョビ、オリーブオイルだけのシンプルなものであったが、時代を経るにつれアレンジされていったものである。保存会による定義では前述の食材に加え、固ゆで卵、ツナ、ワケギ、黒オリーブ、バジルの使用が認められている。さらに旬のものであれば、ソラマメ、アーティチョークなどを加えるのは容認される。
保存会が認めている正しい作り方は以下の通り。
1. サラダボウルの内側にニンニクをこすりつける。
2. 材料をサラダボウルに入れる。
3. オリーブオイルと塩のみで味つけをする。胡椒、ビネガーは加えないほうが望ましいが、加えても良い。

現在、ニース風サラダと呼ばれる料理には、上述の食材に加えてサヤインゲンとゆでたジャガイモが用いられることが多い。サヤインゲンとジャガイモを加えるレシピの考案者はオーギュスト・エスコフィエだとされる。
上述の保存会はサヤインゲンとジャガイモを加えるレシピには否定的である。他方、食の原理主義に通じるため、レシピの固定化に反対する向きもある。

## 調理オプション
サラード・ニソワーズを作るのにどのような食材が適しているかという問題は、長い間議論の対象であり、論争にさえなってきた。イギリスの料理人ナイジェラ・ローソンは、「ニソワーズ・サラダに何を加えるべきか、あるいは加えるべきでないかについて、誰もが非常に強い意見を持っているようだ」と述べた。ニース近郊のヴィルヌーヴ・ルーベに生まれたシェフで料理本の著者でもあるオーギュスト・エスコフィエ（1846-1935）は、ジャガイモとインゲン豆を加えたが、この革新は1世紀経った今でも「怪しげなアイデア」として物議を醸している。
サラダ・ニソワーズがアメリカで知られるようになったのは、少なくとも1920年代からで、ホテルのシェフ向けの料理本に2種類のバリエーションが載っていた。最初の料理はベジタリアンで、マヨネーズで和え、レタスの葉、トマト、ジャガイモ、ひもなし豆、ピメントを詰めたオリーブを入れたもので、2番目のバージョンは同じ材料にアンチョビを加えた複雑なサラダだった。
多くのシェフがアンチョビやマグロ以外の魚介類を使ったさまざまなバリエーションを開発している。例えば、サーモンを使う。魚の成分としては、メカジキとエビ。様々な魚介類を、伝統的でないバリエーションで使うことができる。サンフランシスコのシェフ、ジェイ・ハーロウは「サバや、スズキ、タラ、パルタスのような柔らかい魚でも、この方法で出すと、イワシの缶詰と同じくらい美味しくなる」と述べている。